# Ligne 11 du tramway d'Anvers
Pour les articles homonymes, voir Ligne 11.
La ligne 11 du tramway d'Anvers est une ligne de tramway qui relie la gare d'Anvers-Berchem à Melkmarkt. Depuis le 13 mars 2023 la ligne ne circule plus en raison de travaux.

## Histoire
Début du XIXe siècle : reprise d'un service d'omnibus hippomobile.
Date inconnue : attribution de l'indice 11; prolongement vers Deurne Eksterlaar.
État au 1er janvier 1950 : Anvers Rooseveltplaats - Deurne Eksterlaar
1er janvier 1965 : extension de la Rooseveltplaats vers le Melkmarkt par l'ancien itinéraire de la ligne 16 supprimée le 31 décembre 1964 (abandon de la boucle terminus par la gare et la De Keyserlei).
1er septembre 2012 : service sur la section Berchem Gare - Deurne Eksterlaar transféré à la nouvelle ligne 9.
État au 1er septembre 2019 : 11 Anvers Melkmarkt - Berchem Gare.
Depuis le 13 mars 2023, le trafic est interrompu pour travaux sur l'intégralité de la ligne. Cette interruption est prévue jusqu'en 2025.

## Tracé et stations
La ligne 11 relie la gare d'Anvers-Berchem au centre-ville.

### Les stations
|   |   |   |   |   | Station           | Lat/Long                    | Commune | Correspondances                                           |
| - | - | - | - | - | ----------------- | --------------------------- | ------- | --------------------------------------------------------- |
|   |   | O |   |   | Groenenhoek       | 51° 12′ 00″ N, 4° 26′ 24″ E | Anvers  | Ligne 4 du tramway d'Anvers · Ligne 9 du tramway d'Anvers |
|   |   | o |   |   | Berchem Station   | 51° 12′ 05″ N, 4° 26′ 04″ E | Anvers  | SNCB                                                      |
|   |   | o |   |   | Draakplaats       | 51° 12′ 21″ N, 4° 25′ 57″ E | Anvers  |                                                           |
|   |   | o |   |   | Dageraadplaats    | 51° 12′ 25″ N, 4° 25′ 46″ E | Anvers  |                                                           |
|   |   | o |   |   | Van Ruusbroec     | 51° 12′ 29″ N, 4° 25′ 37″ E | Anvers  |                                                           |
|   |   | o |   |   | Plantin & Moretus | 51° 12′ 36″ N, 4° 25′ 34″ E | Anvers  |                                                           |
|   |   | o |   |   | Lente             | 51° 12′ 47″ N, 4° 25′ 34″ E | Anvers  |                                                           |
|   |   | o |   |   | Ploeg             | 51° 12′ 55″ N, 4° 25′ 32″ E | Anvers  |                                                           |
|   |   | o |   |   | Ommeganck         | 51° 13′ 05″ N, 4° 25′ 28″ E | Anvers  |                                                           |
|   |   | o |   |   | Centraal Station  | 51° 13′ 08″ N, 4° 25′ 17″ E | Anvers  | SNCB                                                      |
|   |   | o |   |   | Rooseveltplaats   | 51° 13′ 10″ N, 4° 25′ 03″ E | Anvers  | Ligne 24 du tramway d'Anvers                              |
|   | o |   |   | ⇃ | Jezusstraat       | 51° 13′ 12″ N, 4° 24′ 51″ E | Anvers  |                                                           |
| ↾ |   |   | o |   | Sint-Jacob        | 51° 13′ 11″ N, 4° 24′ 35″ E | Anvers  |                                                           |
|   | o |   |   | ⇃ | Sint-Jacob        | 51° 13′ 15″ N, 4° 24′ 35″ E | Anvers  |                                                           |
| ↾ |   |   | o |   | Sint-Katelijne    | 51° 13′ 12″ N, 4° 24′ 20″ E | Anvers  |                                                           |
|   | o |   |   | ⇃ | Sint-Katelijne    | 51° 13′ 17″ N, 4° 24′ 16″ E | Anvers  | Ligne 7 du tramway d'Anvers                               |
|   |   | O |   |   | Melkmarkt         | 51° 13′ 13″ N, 4° 24′ 15″ E | Anvers  |                                                           |

## Exploitation de la ligne
La ligne 11 est exploitée par De Lijn. Ses 6,1 km sont parcourus en 27 minutes.